# Romell Broom
Romell Broom (* 4. Juni 1956; † 28. Dezember 2020 in Ohio) war ein US-amerikanischer Mörder.
Der Afroamerikaner Broom wurde wegen der Entführung, Vergewaltigung und Ermordung der 14-jährigen Tryna Middleton 1984 zum Tode verurteilt. Der Fall erregte weltweite Aufmerksamkeit, als seine für den 15. September 2009 angesetzte Hinrichtung in Lucasville misslang und schließlich abgebrochen wurde, da nach 18 erfolglosen Versuchen keine zur letalen Injektion geeignete Vene gefunden werden konnte.
Nachdem der Gouverneur von Ohio die Todesstrafe ausgesetzt hatte, gestattete im März 2016 auf Betreiben der Staatsanwaltschaft der Supreme Court des Staates Ohio einen zweiten Hinrichtungstermin Brooms. Die Richter urteilten mit 4 zu 3 Stimmen, dass ein zweiter Hinrichtungsversuch keine grausame oder außergewöhnliche Bestrafung darstelle. Diese Entscheidung bestätigte der US Supreme Court im Dezember 2016 mit 6 zu 2 Richterstimmen.
Im März 2017 beantragte der zuständige Staatsanwalt einen neuen Exekutionstermin beim Supreme Court Ohio, der auf den 17. Juni 2020 festgesetzt wurde. Mit Verfügung vom 14. April 2020 wurde Brooms Exekution durch Gouverneur Mike DeWine auf den 16. März 2022 verschoben.
Broom starb am 28. Dezember 2020 an COVID-19.
Broom ist nach Willie Francis 1946 der zweite Todeskandidat in der Geschichte der Vereinigten Staaten, der einen Exekutionsversuch überlebte.

## Dokumentarfilm
- Die zweite Hinrichtung – Amerika und die Todesstrafe. Dokumentarfilm von Michael Verhoeven in Zusammenarbeit mit dem Bayerischen Rundfunk; Deutschland 2011; 90 min.